# Michael Fendre
Michael Fendre est un chef d'orchestre autrichien né à Bruck an der Mur le 12 mai 1974.